# Карл Поппер
Сер Карл Ра́ймунд Поппер (англ. Sir Karl Raimund Popper; нар.28 липня 1902, Відень — пом.17 вересня 1994, Лондон) — британсько-австрійський філософ, логік і соціолог. Народився в Австрії. До 1937 працював у Відні, з 1946 до середини 70-х — професор Лондонської школи економіки і політичних наук. Автор і представник школи «критичного раціоналізму» — спроби конструктивного теоретичного подолання логічного позитивізму.
Основні твори: «Логіка наукового дослідження» (1935), «Відкрите суспільство та його вороги» (1945), «Злиденність історицизму» (1945), «Припущення і спростування» (1963), «Об'єктивне знання. Еволюційний підхід» (1972), «Автобіографія (Пошуку немає кінця)»(1974), «Відповідь моїм критикам» (1974), «Особистість та її мозок» (у співавторстві з Дж. Екклсом, 1977), «Реалізм і ціль науки» (1983) та ін.

## Біографія
Народився 28 липня 1902 року у Відні, в єврейській родині, яка прийняла лютеранство. Батько Карла був юристом-адвокатом, професором, масоном, також він цікавився філософією, соціологією, політикою. Мати прищепила Карлу любов до музики, яка стала однією з сил розвитку його думки.
У 1918 році Поппер залишає середню школу і записується вільним слухачем у Віденський університет.Протягом 2 років він вивчає різні предмети: математику, фізику, філософію, психологію, музику. Потім працював підсобним робітником, деякий час вивчав церковну музику у Віденській консерваторії. У 1922 році Поппер стає учнем столяра, одночасно він як приватний учень отримує атестат зрілості. 
У 1925 році отримує диплом вчителя початкової школи, потім викладача фізики та математики і до 1935 року працює вчителем в школі.  
У1930 році Поппер одружився з Джозефіною Анною Хеннінгер.
У 1934 році Поппер публікує свою роботу, в якій  в теорію пізнання вводить свій принцип "фальсифікації".
У 1937 році Поппер, що передчував приєднання Австрії до нацистської Німеччини, виїжджає разом з дружиною до Нової Зеландії. В кінці війни він перебирається до Англії, де починає працювати викладачем в Лондонській школі економіки.
У 1944 році в світ виходить книга Поппера «Злиденність історицизму», у 1945 році - "Відкрите суспільство та його вороги".
В 1949 році Поппер став професором логіки та наукового методу в Лондонському університеті.
У 1965 році отримав титул Лицаря.
У 1969 році  вийшов на пенсію, але продовжував бути активним як науковець та викладач до своєї смерті у 1994 році.

## Погляди

### Фальсифікація
Головною метою філософії бачив вивчення зростання наукового знання, особливо — наукової космології. Остання виявляє собою проблему пізнання світу, включаючи нас самих (і наше знання) як частин цього світу. На думку Поппера, не існує особливого методу філософії — є метод будь-якої раціональної дискусії з чіткою постановкою питань і критичним аналізом пропонованих рішень. Запропонував принцип фальсифікації (принципової спростованості будь-якого твердження) на противагу принципу верифікації. Стверджував органічну єдність теоретичного й емпіричного рівнів організації знання, а також гіпотетичний характер і схильність до помилок (принцип «фалібілізму») будь-якої науки. Відокремлення наукового знання від ненаукового, науки від «метафізики» (або проблему «демаркації») позначав як істотно значущу на противагу орієнтаціям на розробку критеріїв значення. Зростання наукового знання (у рамках якого особлива увага повинна була приділятися, за Поппером, проблемам і їхньому вирішенню) Поппер трактував як окремий випадок загальних процесів суспільних змін. Історія наукового пізнання — це історія сміливих припущень і їхніх перманентних спростувань.

### Три світи
Глобальне ж світоуявлення Поппера (принципово не онтологічного характеру) виступало у вигляді теорії трьох світів: світу фізичних явищ; світу суб'єктивних (ментальних і психічних) станів свідомості; світу об'єктивного змісту мислення і предметів людської свідомості поза суб'єктом пізнання, (гіпотези, що підтвердилися, і що не підтвердилися, наукові теорії, матеріалізовані проєкти і непрочитані ніким книги тощо). «Світ» у Поппера — скоріше метафора для позначення існування різноякісних рівнів реальності. «Третій» світ ніде не локалізований і відносно автономний, тому що будь-яка теорія або ідея — першооснова для будь-яких немислимих для її авторів наслідків (найперший числовий ряд містив у собі і геометрію Евкліда, і всю математику, що слідувала за нею). Цей світ і впливає на свідомість людей, цивілізація є результат реалізації ідеальних об'єктів. Світ перший і світ третій взаємодіють у процесі інтеракції тільки через другий світ. Людина знаходить свою самість (самість — «пілот тіла-корабля») у процесі розвитку. Єдине знаряддя, на яке людина, за Поппером, генетично запрограмована, — це мова. Еволюція самості й еволюція мови тісно переплітаються.

### Відкрите суспільство
Суспільним ідеалом Поппера виступало «відкрите суспільство», влада розуму, справедливість, воля, рівність і запобігання міжнародних злочинів. На думку Поппера, «закриті суспільства» (тоталітарні держави) характеризуються вірою в існування магічних табу на відміну від «відкритого суспільства», у рамках якого «люди (значною мірою) навчилися критично ставитися до табу і засновувати свої рішення на спільному обговоренні і можливостях власного інтелекту». Поппер підкреслював, що самого лише урахування суспільної думки недостатньо для конституювання суспільства у «відкрите»: суспільна думка, за Поппером нерідко помилкова, ненавчальна і піддається маніпулюванню.
За Поппером будь-які доктрини «суспільної обраності» виникають як специфічна реакція на той чи той вид гноблення: доктрина обраності єврейського народу виникає в епоху «вавилонського полону», доктрина панівної арійської раси Ж. Гобіно виступила відповіддю аристократа-емігранта на ідею про вигнання французькою революцією «агресивних тевтонців», пророцтва Маркса про перемогу пролетаріату з’явилися в період найжорстокішої експлуатації робітничого класу у середині XIX ст. З погляду Поппера теза Маркса про те, що класова свідомість робітників (яка ґрунтується на єдності і солідарності) може бути акумульована і збережена після закінчення класової боротьби і з необхідністю повинна і спроможна пережити умови, що її породили, і сили, не узгоджується як з діалектикою самого Маркса, так і з його теорією про те, що класова свідомість робітників є відображенням важких суспільних умов їхнього існування. Те, що людина була робітником, не є гарантією того, що вона завжди буде пам’ятати про солідарність пригноблених і не буде прагнути до експлуатації своїх колег. Пророцтва і пророкування Маркса про необхідність і неминучість пришестя соціалізму були, за Поппером, результатом «мислення, заснованого на суб'єктивних бажаннях, віри в містичний колективізм і ірраціональної реакції на хід розвитку цивілізації». Глобальні теорії суспільного розвитку укупі із соціальними пророцтвами можуть завершуватися тільки катастрофою. Неприпустимо формулювати утопічну соціальну мету і потім підшукувати раціональні засоби для її досягнення. (Поппер у такий спосіб формулював заборону на процедури соціальної інженерії комуністичної користі, не трактуючи при цьому навіть «відкрите суспільство» як якийсь проєкт, а лише як своєрідне суспільне належне).

### Історія
На думку Поппера «єдиної історії людства немає, а є лише нескінченна безліч історій, зв’язаних з різними аспектами людського життя, і серед них — історія політичної влади. Її звичайно зводять у ранг світової історії, але це образливо для будь-якої серйозної концепції розвитку людства… історія політичної влади є не що інше, як історія міжнародних злочинів і масових убивств (включаючи, щоправда, деякі спроби їхнього припинення)». Поппер принципово відкидав «історицизм» «лжепророків Геґеля, Маркса й інших оракулів». Історицизм у Поппера — концепція, відповідно до якої «область наук про суспільство збігається з областю застосування історичного, або еволюціоністського, методу і, особливо, історичного пророцтва». Історія, за Поппером, не має смислу. Тільки люди в стані додати їй мети і смислу. Поппер доводив, що «ми несемо повну відповідальність навіть за ті зразки, що вибираємо для наслідування». «Історицизм допускає, що ми можемо пожинати те, що ми не сіяли, переконує нас у тому, що усе буде і повинне бути добре, якщо ми підемо в ногу з історією… Він намагається перекласти нашу відповідальність на історію… Історицизм народжується з крайнього розчарування в раціональності і відповідальності наших дій… Історицизм є спробою підмінити надію і віру людини, що породжені моральним ентузіазмом і презирством до успіху, якоюсь упевненістю, заснованою на… „людській природі“ або на історичному приреченні… Якщо ми думаємо, що історія прогресує або що ми змушені прогресувати, то ми робимо таку ж помилку, як і ті, хто вірить, що історія має смисл, що може бути в ній відкритий, а не доданий їй. Адже прогресувати — значить рухатися до якоїсь мети, що існує для нас, як для людських істот. Для „історії“ це неможливо. Прогресувати можемо тільки ми, людські індивідууми… захищаючи і посилюючи ті демократичні інститути, від яких залежить воля… і прогрес… Ми повинні стати творцями своєї долі… Відкинувши ідею про те, що історія політичної влади нас розсудить, і позбувшись від занепокоєння з приводу того, виправдає нас історія чи ні, ми, можливо, досягнемо успіху у встановленні контролю над владою. Саме в такий спосіб ми… зможемо виправдати історію». Ми, на думку Поппера, «не можемо створити небеса на землі», треба відмовитися від пошуку чудодійної формули, що перетворить наше розбещене людське суспільство в ідеальне «золоте» співтовариство. За такими поглядами і надіями стоїть древня як світ віра в можливість вигнання диявола з нашого світу через руйнування держави (анархізм) або шляхом ліквідації існуючої економічної системи (Маркс). Значущі соціальні успіхи цілком досяжні, але ціль політики в тому, щоб вибирати найменше зло з усіх мислимих.

### Відношення до соціально-демографічних проблем
Серйозною проблемою Поппер вважав демографічний вибух і закликав прийняти заходи по скороченню населення не лише в країнах Азії і Африки, але і в Європі. Головною проблемою вважав виживання у світі, де забагато людей.
Задля рішучих дій проти жорстокості формулює тезу "В ім'я терпимості ми вимагаємо права не проявляти терпимість до нетерпимості".
Поппера називали "філософом мільйонерів" за те, що його соціальна філософія захищала привілейовані верстви і збереження "статус-кво"  та "тоталітарним лібералом" за нетерпимість до чужих думок.

## Послідовники
Найбільшим послідовником ідеї "відкритого суспільства" є Джордж Сорос, який створив відділення свого Фонду Відкритого суспільства (Open Society Foundations) у багатьох країнах світу.

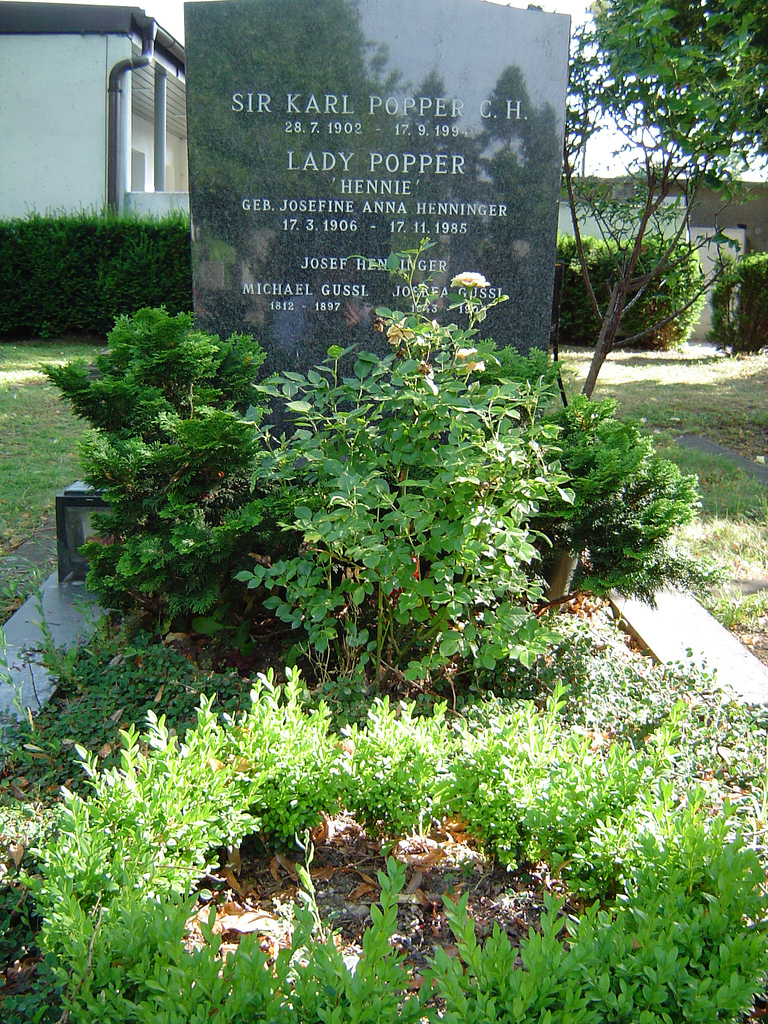
Могила Карла Поппера у Відні, Австрія